# Police judiciaire (Belgique)
 (juin 2022).
La mise en forme du texte ne suit pas les recommandations de Wikipédia : il faut le « wikifier ».
Les points d'amélioration suivants sont les cas les plus fréquents. Le détail des points à revoir est peut-être précisé sur la page de discussion.
- Les titres sont pré-formatés par le logiciel. Ils ne sont ni en capitales, ni en gras.
- Le texte ne doit pas être écrit en capitales (les noms de famille non plus), ni en gras, ni en italique, ni en « petit »…
- Le gras n'est utilisé que pour surligner le titre de l'article dans l'introduction, une seule fois.
- L'italique est rarement utilisé : mots en langue étrangère, titres d'œuvres, noms de bateaux, etc.
- Les citations ne sont pas en italique mais en corps de texte normal. Elles sont entourées par des guillemets français : « et ».
- Les listes à puces sont à éviter, des paragraphes rédigés étant largement préférés. Les tableaux sont à réserver à la présentation de données structurées (résultats, etc.).
- Les appels de note de bas de page (petits chiffres en exposant, introduits par l'outil «  Source ») sont à placer entre la fin de phrase et le point final[comme ça].
- Les liens internes (vers d'autres articles de Wikipédia) sont à choisir avec parcimonie. Créez des liens vers des articles approfondissant le sujet. Les termes génériques sans rapport avec le sujet sont à éviter, ainsi que les répétitions de liens vers un même terme.
- Les liens externes sont à placer uniquement dans une section « Liens externes », à la fin de l'article. Ces liens sont à choisir avec parcimonie suivant les règles définies. Si un lien sert de source à l'article, son insertion dans le texte est à faire par les notes de bas de page.
- La présentation des références doit suivre les conventions bibliographiques. Il est recommandé d'utiliser les modèles {{Ouvrage}}, {{Chapitre}}, {{Article}}, {{Lien web}} et/ou {{Bibliographie}}. Le mode d'édition visuel peut mettre en forme automatiquement les références.
- Insérer une infobox (cadre d'informations à droite) n'est pas obligatoire pour parachever la mise en page.

Pour une aide détaillée, merci de consulter Aide:Wikification.
Si vous pensez que ces points ont été résolus, vous pouvez retirer ce bandeau et améliorer la mise en forme d'un autre article.

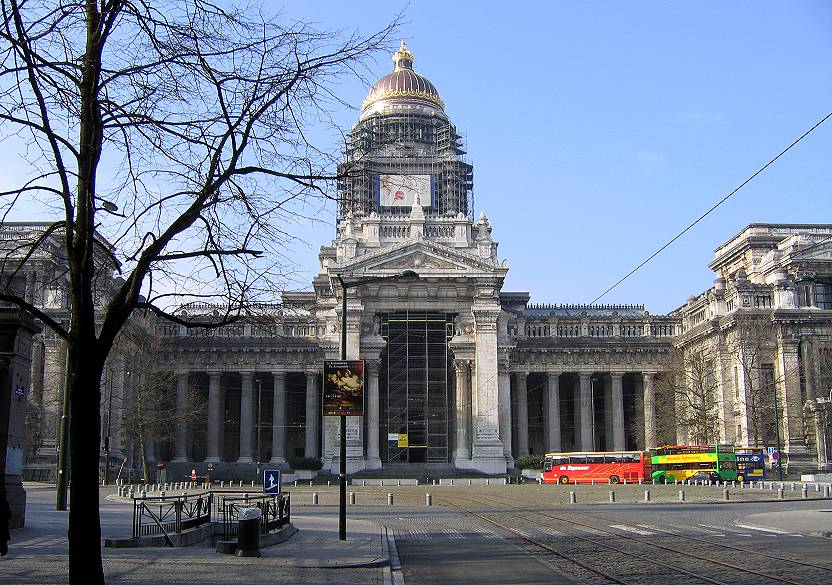
Le palais de Justice de Bruxelles, inauguré en 1883.

La police judiciaire des parquets (PJP) était l'une des trois forces de police de la Belgique avant la réforme des polices du 1er janvier 2001. À cette date elle fut intégrée à la nouvelle police belge au même titres que les deux autres entités qu'étaient la police communale et la gendarmerie.
Son équivalent actuel est la Police judiciaire fédérale qui dépend aujourd’hui du Service public fédéral Intérieur alors que la PJP dépendait du Ministère de la Justice belge.

## Histoire
La police judiciaire des parquets fut fondée le 12 avril 1919 par une Loi publiée au moniteur belge et préalablement votée à l'unanimité au parlement. Elle dépend alors du Ministère de la Justice belge.
La Loi dispose que : « Les officiers judiciaires sont officiers de police judiciaire auxiliaires du procureur du roi. Ils ont concurrence et prévention à l’égard des commissaires, des commissaires-adjoints, des bourgmestres et des échevins. Les officiers et les agents
judiciaires exercent leurs fonctions dans l’ensemble du ressort de la cour d’appel dont ils dépendent; en vertu d’un mandat du procureur général, ils peuvent se rendre dans un autre ressort pour effectuer leurs missions. »
Les officiers de police judiciaires (OPJ) sont alors installés dans le palais de Justice du chef-lieu de l’arrondissement judiciaire dont ils dépendent.
L’arrêté royal du 7 août 1919 fixe le nombre d’officiers et d’agents judiciaires par cour d’appel et pourvoit ainsi initialement la PJP de 248 agents.

## Personnel
La police judiciaire belge disposait d'environ 1 300 personnes.

## Missions
Inspiré par le droit français, le droit belge faisait de la police judiciaire belge une police spécialisée chargée de constater les infractions à la loi pénale, d'en rassembler les preuves et d'en rechercher les auteurs. Elle était saisie par le procureur du roi. Elle constituait un service judiciaire d'élite, véritable bras armé de la Magistrature et disposait un large pouvoir de réquisition sur tous les membres des forces de l'ordre (à l'exception des Officiers de police judiciaire (OPJ) supérieurs, c'est-à-dire les Magistrats) lui a été attribué,
Les compétences d'enquête de la PJP étaient nationales mais limitées par les compétences territoriales des magistrats mandants ; d'où la pratique des « Commissions rogatoires » lorsqu'un membre de la PJP devait se déplacer pour enquêter dans un arrondissement judiciaire différent.

## Organisation
La PJP dépendait du Ministère de la Justice et était fonctionnellement aux ordres de la Magistrature assise ou debout, que ce soit au niveau du tribunal de première instance, de la Cour d'appel, ou du Président de la Cour d'assises. Hiérarchiquement, elle comportait un commissariat général à Bruxelles, dirigé par le Commissaire Général et ses adjoints et chaque brigade « décentralisée » était dirigée par un Commissaire en Chef aux Délégations Judiciaires, assisté de ses chefs de division et de ses chefs de section.
Par ordre hiérarchique décroissant, il y a eu deux principaux noms de grades :
1. Commissaire en Chef aux DJ, Commissaire Principal de 1re Classe aux DJ, Commissaire Principal aux DJ, Commissaire aux DJ, Officier Judiciaire, Agent Inspecteur Principal de 1re Classe OPJ, Agent Inspecteur Principal OPJ, Agent Inspecteur (commissionné OPJ par le Procureur Général du ressort de la Cour d'Appel dont dépendait l'Inspecteur, après un certain nombre d'années d'expérience, une formation en Criminologie délivrée par le Ministère de la Justice, et une conduite irréprochable) et l'Agent Judiciaire (stagiaire).
2. Commissaire Divisionnaire faisant fonction de Commissaire en Chef, Commissaire Divisionnaire, Commissaire, Inspecteur Divisionnaire OPJ, Inspecteur Judiciaire (OPJ selon les mêmes modalités qu'expliquées ci-dessus), et Inspecteur stagiaire.

## Armement
La P.J. reçut successivement des Browning M1900, Browning 1910, Browning GP et FN 140, Smith et Wesson 357, Glock 19, plus des Uzi, Beretta M12 et carabine de police Steyr en calibre 9mm OTAN, pour les opérations à hauts risques.